# Samantha Geimer
Samantha Geimer (* 31. März 1963 in den Vereinigten Staaten als Samantha Jane Gailey) ist eine US-amerikanische Autorin und Darstellerin in mehreren Filmdokumentationen.

## Begegnung mit Roman Polański
Im Alter von dreizehn Jahren zog sie die Aufmerksamkeit des französischen Regisseurs Roman Polański auf sich und wurde daraufhin auf Drängen ihrer Mutter und Polańskis zu Fotoaufnahmen geschickt. Diese fanden im Haus des Schauspielers Jack Nicholson statt. Polański sagte ihr gegenüber, die Aufnahmen seien für das Modemagazin Vogue.
Doch soll Polański, statt Fotoaufnahmen zu machen, dem Mädchen die Drogen Alkohol und Methaqualon gegeben und sie dann vergewaltigt haben.

### Verfahren gegen Polański 1977
Die Anklage gegen Polański umfasste insgesamt sechs Punkte. Das Verfahren fand unter großer öffentlicher Anteilnahme statt. Um die Minderjährige zu schützen, schlug ihr Anwalt eine Verständigung im Strafverfahren (englisch plea bargain) vor, damit sie nicht öffentlich vor Gericht aussagen musste. Der Staatsanwalt stimmte zu, ebenso Polańskis Verteidiger; die Anklage wurde damit auf „außerehelichen Geschlechtsverkehr mit einer Minderjährigen“ reduziert; im Rahmen dieser Verständigung bekannte sich Polański schuldig. Wegen des Alters des Opfers war eine gerichtspsychiatrische Beurteilung des Täters gesetzlich vorgeschrieben, zu der Polański für 90 Tage ins Staatsgefängnis eingewiesen wurde. Nach 42 Tagen erfolgte die vorzeitige Entlassung mit der Empfehlung, eine Bewährungsstrafe zu verhängen.
Als sich abzeichnete, dass der zuständige Richter sich nicht an die Absprache halten würde, floh Polański nach London und lebte anschließend in Frankreich. Seither vermied er Reisen in die USA und in Länder, in denen mit einer Auslieferung zu rechnen ist.

### Antrag auf Verfahrenseinstellung, Festnahme und Freilassung Polańskis
2008 thematisierte die Regisseurin Marina Zenovich in ihrer Dokumentation Roman Polanski: Wanted and Desired (2008) eine mögliche Befangenheit des Richters gegenüber Polański. Polańskis Anwälte beantragten daraufhin 2008, das noch immer schwebende Verfahren einzustellen. Der Oberste Gerichtshof des Bezirks Los Angeles bestand aber darauf, dass Polański persönlich vor Gericht erscheinen müsse, und lehnte eine Verlegung des Verfahrens an ein Gericht außerhalb von Los Angeles ab. Polański war jedoch nicht bereit, nach Los Angeles zu reisen, zumal er angesichts eines gültigen Haftbefehls mit seiner Verhaftung rechnen musste.
Am 26. September 2009, während der Postproduktion von Der Ghostwriter, wurde Polański aufgrund eines internationalen Haftbefehls von 2005 (für die USA bestand bereits seit 1978 ein Haftbefehl) auf Betreiben der US-amerikanischen Strafverfolgungsbehörden bei seiner Einreise in die Schweiz auf dem Flughafen Zürich verhaftet. Er wollte beim Zurich Film Festival den Preis für sein Lebenswerk entgegennehmen. Die USA hatten bereits vor dem Festival vorsorglich einen formellen Antrag auf Auslieferung gestellt. Am 23. Oktober 2009 traf das definitive Auslieferungsbegehren der USA beim Bundesamt für Justiz in Bern ein.
Am 25. November 2009 gab das schweizerische Bundesstrafgericht in Bellinzona einer Beschwerde Polańskis gegen die Ablehnung seines Haftentlassungsgesuches statt. Am 4. Dezember 2009 wurde die Haft durch einen elektronisch überwachten Hausarrest ersetzt; weitere Sicherungsmaßnahmen waren die Abgabe seiner Ausweispapiere sowie eine Kaution in Höhe von 4,5 Millionen Schweizer Franken.
Öffentliche Reaktionen auf die Verhaftung gab es von Künstlern und Politikern insbesondere in Frankreich und Polen. Während sich Politiker wie der französische Kulturminister Frédéric Mitterrand und der polnische Außenminister Radosław Sikorski kritisch zu der Verhaftung äußerten und bekannte Regisseure wie Woody Allen, Pedro Almodóvar und Martin Scorsese eine Petition für Polańskis Freilassung unterzeichneten, gab es auch Stimmen – darunter die von Regisseur Luc Besson, des polnischen Ministerpräsidenten Donald Tusk und des grünen Europapolitikers Daniel Cohn-Bendit –, die auf die Schwere des Vorwurfs, das Prinzip der Rechtsgleichheit und die Unabhängigkeit der Justiz hinwiesen. Der frühere polnische Präsident Lech Wałęsa appellierte an die Behörden, ihm „diese eine Sünde“ zu verzeihen.
Im Mai 2010 äußerte sich Polański erstmals seit seiner Verhaftung. Er bezeichnete den Gefängnisaufenthalt 1977 als vereinbarte „Gesamtstrafe“ und berief sich dabei auf die beeidete Aussage des damaligen Staatsanwalts Roger Gunson vom 26. Februar 2010. Dem damaligen Richter Laurence J. Rittenband und dem nun mit dem Fall befassten Staatsanwalt David Walgren warf Polański dagegen vor, sich nicht an die damalige Vereinbarung zu halten, „um sich auf meine Kosten die Aufmerksamkeit der Medien zu sichern“.
Am 12. Juli 2010 wiesen die Schweizer Justizbehörden den Auslieferungsantrag der USA ab und hoben Polańskis Hausarrest auf. In der Begründung verwies das zuständige Ministerium auf inhaltliche Mängel im Auslieferungsantrag.
Im Oktober 2010 äußerte sich das vormalige Opfer gegenüber dem Nachrichtensender CNN erstmals zu Polańskis Inhaftierung in der Schweiz. Sie zeigte sich erleichtert darüber, dass Polański nicht ausgeliefert wurde; sie betrachte ihn als ausreichend bestraft. Durch den Medienrummel und das Vorgehen des in ihren Augen korrupten Justizapparats fühle sie sich mehr geschädigt als durch Polańskis Missbrauch vor 32 Jahren. Sie wünschte ausdrücklich, die Klage fallen zu lassen.
2013 veröffentlichte Samantha Geimer ihre Autobiografie The Girl: A Life in the Shadow of Roman Polanski (The Girl: Mein Leben im Schatten von Roman Polanski), in der sie ihre Sicht der Ereignisse schildert.

### Erneuter Auslieferungsantrag der Vereinigten Staaten
Im Februar 2015 beantragten die Vereinigten Staaten Polańskis Auslieferung aus Polen. Am 25. Februar 2015 fand in Krakau unter Ausschluss der Öffentlichkeit eine neunstündige Gerichtsverhandlung statt. Am 30. Oktober 2015 entschied das zuständige Gericht in Krakau, dem Auslieferungsantrag nicht stattzugeben. Politiker der PiS-Partei, die die Parlamentswahl am 25. Oktober 2015 gewonnen hatte, hatten sich vor dem Urteil für eine Auslieferung Polańskis an die Vereinigten Staaten ausgesprochen. Ende Mai 2016 erklärte der polnische Justizminister und Generalstaatsanwalt Zbigniew Ziobro (PiS), dass er als oberster Strafverfolger gegen das Urteil des Krakauer Gerichts vor dem Obersten Gericht Polens in Berufung gehen und den Prozess neu aufrollen lassen wolle. Bei dem Urteil habe Polański von einem „Prominentenbonus“ profitiert. Wäre er nicht eine Person des öffentlichen Interesses, wäre er längst ausgeliefert worden. Das Oberste Gericht in Warschau bestätigte das Urteil des Krakauer Gerichts am 6. Dezember 2016, weil es in dem Verfahren keine schwerwiegenden Rechtsfehler erkennen konnte.
2013 veröffentlichte sie The Girl: A Life in the Shadow of Roman Polanski, das ihre Erlebnisse mit Polański genauer beschreibt. Auch sagte sie in der Öffentlichkeit später, Polański verziehen und Verständnis für ihn zu haben.

## Werke

### Bücher
- 2013: The Girl: A Life in the Shadow of Roman Polanski

### Filmografie (Auswahl)
- 2008: Roman Polanski: Wanted and Desired
- 2008: The View (Fernsehserie, 1 Folge)
- 2009: Access Hollywood (Fernsehserie, 1 Folge)
- 2003–2010: Larry King Live (Fernsehserie, 2 Folgen)
- 2012: Roman Polanski: Odd Man Out
- 2013: Good Day L.A. (Fernsehserie, 1 Folge)
- 2013: Le grand journal de Canal+ (Fernsehserie, 1 Folge)
- 2013: 60 Minutes (Fernsehserie, 1 Folge)